# Сіґурд Кандер
Сіґурд Кандер (швед. Sigurd Kander, 29 січня 1890 — 30 квітня 1980) — шведський яхтсмен.
Срібний призер Олімпійських Ігор 1912 року в класі 12 метрів.